# Javier Eraso
Javier Eraso Goñi (Pamplona, 22 marzo 1990) è un ex calciatore spagnolo, di ruolo centrocampista.

## Caratteristiche tecniche
È un trequartista.

## Palmarès

### Club

#### Competizioni nazionali
- Supercoppa di Spagna: 1

Athletic Bilbao: 2015